# Aerovega
Aerovega est une compagnie aérienne mexicaine basée à Oaxaca, dans l'État de Oaxaca au Mexique.

## Histoire
Aerovega est créé en 1995 pour desservir les villes balnéaires à partir de Oaxaca.

## Destinations
- Huatulco
- Oaxaca-Xoxocotlán
- Puerto Escondido

## Flotte
La flotte d'Aerovega est constitué des avions suivants :
| Avion      | En service | Passagers | Notes |
| ---------- | ---------- | --------- | ----- |
| Cessna 402 | 1          | 9         |       |
| Cessna 179 | 1          | 3         |       |
| Total      | 2          |           |       |